# Gilberto de Lotaringia
Gilberto (o Giselberto) (c. 890-2 de octubre 939) fue el duque de Lotaringia (o Lorena) hasta 939.

## Biografía
Era el hijo mayor del conde Reginaldo I de Hainaut, conde de Maasgau y Albérade.
El comienzo del reinado de Gilberto no está claro. Un dux Lotharingiae  se menciona en 910 y este puede haber sido Gilberto. Lotaringia se puso del lado de Carlos III en el año 911, que fue depuesto en Francia Occidental en el año 922 por Roberto I, pero se mantuvo como el rey en Lotaringia, desde donde intentó reconquistar Francia Occidental hasta ser encarcelado en 923. 
En 925, Gilberto juró lealtad al rey Enrique I el Pajarero de Alemania como duque de Lotaringia. Por alguna razón, Gilberto se rebeló cuando Enrique murió en el año 936 y cambió lealtad a Luis IV de Francia, donde el rey tenía menos autoridad. Gilberto logró ser prácticamente independiente durante tres años hasta que fue derrotado por el ejército del rey Otón I del Sacro Imperio Romano Germánico en 939 en la batalla de Andernach. Gilberto fue hecho prisionero y logró huir, pero se ahogó al tratar de cruzar el Rhin. Lorena fue otorgada a Enrique I, duque de Baviera.

## Matrimonio y descendencia
Se casó en 928 con Gerberga de Sajonia, hija de Enrique I el Pajarero, que lo hizo duque de Lorena. Con Gerberga tuvo cuatro hijos conocidos: 
- Alberada, casada con el conde Ragenold de Roucy.[1]
- Hedwig
- Enrique, confiado a Otón de Lotaringia, duque de Lorena, que murió en 944.
- Gerberga casada con Alberto I el Piadoso († 987), conde de Vermandois.